# Stazione di Anversa-Villalago-Scanno
Stazione di Anversa-Villalago-Scanno vasútállomás Olaszországban, Anversa degli Abruzzi településen.

## Vasútvonalak
Az állomást az alábbi vasútvonalak érintik:
- Róma–Sulmona–Pescara-vasútvonal

## Kapcsolódó állomások
A vasútállomáshoz az alábbi állomások vannak a legközelebb:
- Stazione di Bugnara
- Stazione di Prezza